# ボルゲット・ダッローシャ
ボルゲット・ダッローシャ(伊: Borghetto d'Arroscia)は、イタリア共和国リグーリア州インペリア県にある、人口約400人の基礎自治体（コムーネ）。

## 地理

### 位置・広がり

#### 隣接コムーネ
隣接するコムーネは以下の通り。括弧内のCNはクーネオ県、SVはサヴォーナ県所属を示す。
- アークイラ・ディ・アッローシャ
- カプラーウナ (CN)
- カザノーヴァ・レッローネ (SV)
- ピエーヴェ・ディ・テーコ
- ランツォ
- ヴェッサーリコ

### 気候分類・地震分類
ボルゲット・ダッローシャは、気候分類 (it) では zona E, 2153 GG
に、また、イタリアの地震リスク階級 (it) では、3 に分類される
。

## 行政

### 分離集落
ボルゲット・ダッローシャには、以下の分離集落（フラツィオーネ）がある。
- Gavenola, Gazzo, Leverone, Montecalvo, Ubaga, Ubaghetta